# Göteborgs befästningar

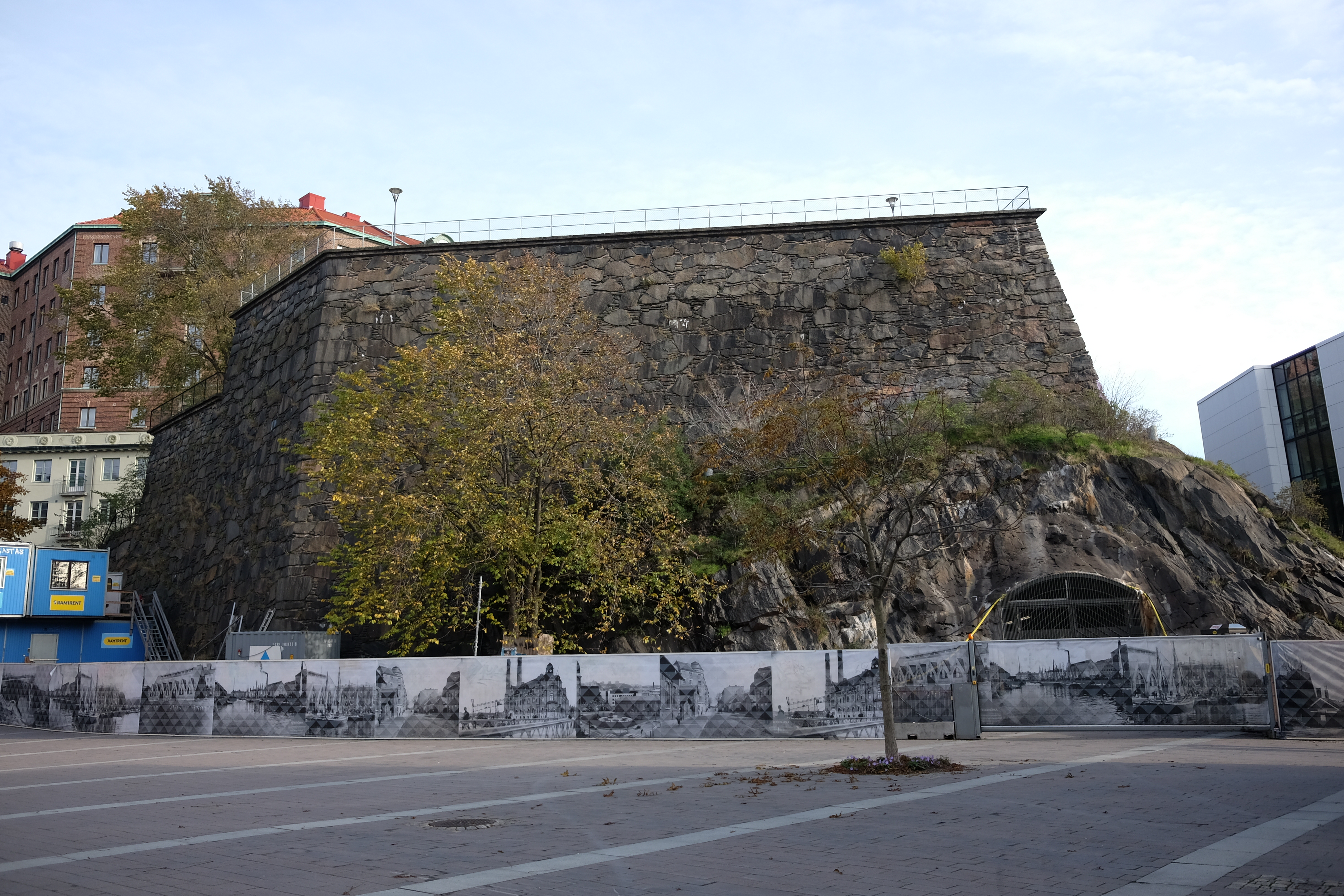
Vid Esperantoplatsen finns delar av bastionen Carolus XI Rex bevarad, som ingick i Otterhällsverken. Vid samma plats låg även Karlsporten - en av stadens tre stadsportar - men den revs 1821.

Göteborgs befästningar påbörjades i form av jordvallar vid nuvarande Otterhällan och Kungshöjd, omkring år 1624 under ledning av Olof Örnehufvud, biträdd av de två ingenjörerna kapten Johan Schultz (Schouten) och holländaren Johan Jacobssen Kuyl (Kuhl)..

## Planer
Den första konkreta planen för befästningarnas uppförande, gjordes av generalingenjören Johan Rodenburg 1624. Arbetet utfördes i överensstämmelse med den äldre nederländska befästningsskolans principer och omfattade i första skedet, 1621-1643:
| ”                                                              | ...en jordvall mot söder (Stadsvallen) vilka bildade 5 bastioner med framförliggande vallgrav, mellan nuvarande Rosenlundsbron och Bastionsplatsen. Stadsvallens framdragning nedanför Otterhälleberget utefter Södra älvstranden, väster om Stora Otterhällan mot nuvarande Verkstadsgatan. Utefter älven några enkla bröstvärn, väster om Lilla Otterhälleberget (nuvarande Kvarnberget) och öster om Stora Hamnkanalens mynning samt vattenpalissader framför vissa delar av södra älvstranden. Ett femhörnigt bastionerat slutvärn sammanbindande medelst enkla jordverk land- och sjöfronten mot öster på delar av nuvarande Lilla Bommens, Drottningtorgets, Stampens och Trädgårdsföreningens områden. | „ |
| – Plan av Göteborgs befästningar, Fortifikationens arkiv 1622" | |   |

## Stadsvallen

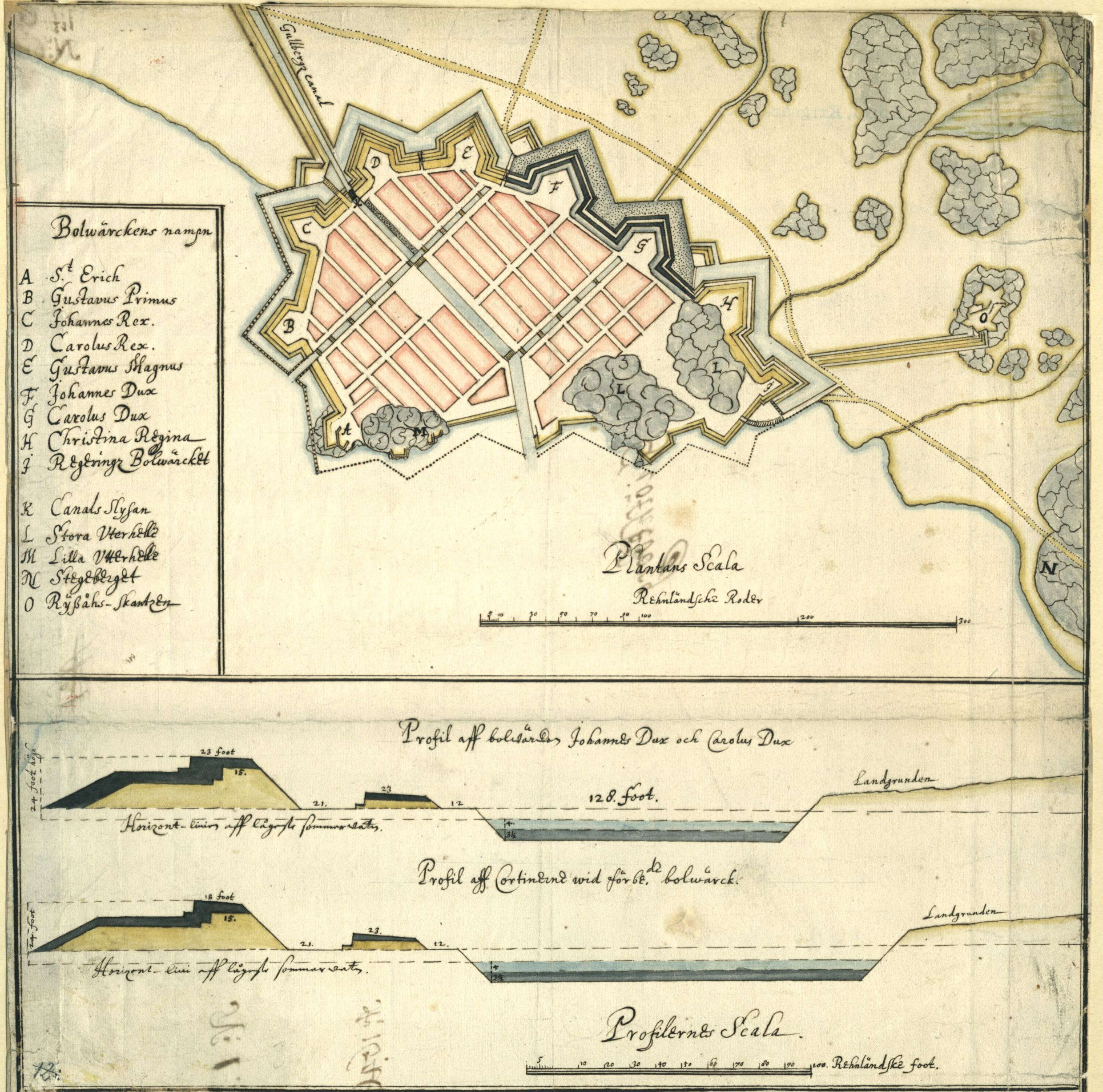
Göteborgs stadsfästning år 1646, med plan och profiler av fästningsvallarna. Söder är uppåt, och längdmåtten är angivna i Rhenländska roder, respektive Rhenländska fot. Källa: Krigsarkivet.

Stadsvallen omfattade även vallar och utanverk samt slussar och fördämningar, avsedda att vid behov översvämma den kringliggande nejden. På grund av de krig som pågick under perioden försenades uppförandet av dessa och de jordvallar som byggts höll på att förstöras, av sättningar och erosion. Arbetet med befästningarna låg i det närmaste nere under åren fram till 1633, då rikskanslern Axel Oxenstierna i en skrivelse, daterad Magdeburg den 7 augusti, "anmodade riksrådet låta vidtaga åtgärder mot den fara åt sjösidan, vilken då enligt hans förmenande syntes hota staden från spanjorer och polacker."
När regeringen förstod hur sårbar staden var för en fientlig attack skickades i juni 1639 generalkvartermästaren Olof Örnehufvud till Göteborg för att färdigställa bastionen vid Otterhällan och övriga befästningar efter 1624 års plan. Han koncentrerade sitt arbete på att bygga en skans på Risåsberget, där senare Skansen Kronan uppfördes, och en befästningslinje från Nya porten - senare kallad Drottningporten - till Lilla Otterhällan, nuvarande Kungshöjd. I augusti 1640 var skansen på Risåsen klar och bestyckad med kanoner, som lånats från ett skepp. I början av september 1641 kunde Örnehufvud meddela Riksrådet, att också fästningsgördeln på landfronten var klar.
Fruktan för ett nytt danskt krig satte fart på arbetet under de följande åren, och i augusti 1643 förkunnade Örnehufvud, att verken runt om Göteborg skulle vara i fullt försvarsskick i slutet av samma månad. Efter Örnehufvuds död 1644 fick Johan Wärnschiöldh befälet över arbetet med fortifikationen. Med hjälp av Kuyl och holländaren Johan de König fullbordades fästningsverken 1648 efter en ny plan, som lagts fram 1643. 
Vid denna tid bestod fästningen ännu till stora delar av jordvallar. I och med att Erik Dahlbergh övertog ledningen över de svenska fästningsbyggnaderna 1676 och med Karl XI:s gillande byggdes försvarsverken om efter ett för sin tid modernt system. Vallarna blev beklädda med murar av sprängd sten och fästningen kom att utgöras av tretton större och mindre polygonformade befästningar av bastionstyp. Dahlbergh byggde även om den gamla Gullbergs fästning som vid 1660-talet endast var en redutt, och den blev nu en stark skans som fick namnet Skansen Lejonet.

## Bastionerna

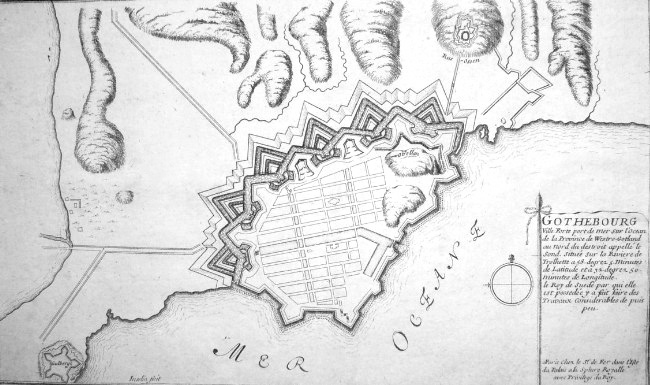
Stadsfästningen Göteborg med sina bastioner sedd från norr. Kopparstick över staden Göteborg från cirka 1705.

Åt söder fanns 4 stora bastioner, som var försedda med starka murar av sten med ingående kasematter och orilloner i flankerna. Mellan bastionernas flanker fanns kurtin-murar. Bastionerna var Carolus Dux (Hertig Karl), Johannes Rex (Kung Johan), Gustavus Magnus (Gustav den Store), Carolus Rex (Kung Karl). Bastionerna uppgavs vara 20 fot breda, vilket är ca 6 meter. Totalt fem bastioner vette åt älven; Gustavus Primus (Gustav den Förste), Sankt Erik, Stora bomsbastionen och Badstugubastionen. Dessutom anlades på Lilla Otterhällan, dagens Kungshöjd, ett högverk som kallades Otterhällsverken med totalt tre bastioner; Carolus XI Rex (Konung Karl XI), Carolus Gustavus Rex (Kung Karl Gustav), samt Christina Regina (Drottning Kristina). Samtliga dessa bastioner var sammanbundna med kurtiner och innehåll kasematter.  Delar av Carolus XI Rex, i dagligt tal kallad Carolus Rex, samt även Carolus Gustavus och Christina Regina finns kvar på Lilla Otterhällan vid Kungsgatan och Rosenlund. Framför vallarna och bastionerna gick en djup och bred vallgrav, som numera kallas för just Vallgraven. På andra sidan vallgraven in mot land fanns ytterligare befästningar i form av totalt fem raveliner, som kallades "Prinsessan Hedvig", "Prins Ulrik", "Prins Carl", Prins Fredrik och Prins Carl Gustaf. Av dessa låg "Prins Ulrik" i Kungsparken mitt emot Grönsakstorget, alla med tillhörande kurtiner och inom fästningsverken flera bombsäkra krutmagasin.

## Sänkverk och gravarna
Åt sjösidan hade man dessutom anlagt ett sänkverk, som gick parallellt med fästningsverken och hindrade fartyg och båtar från att komma nära murarna.

## Portarna
Staden var alltså på alla sidor omgiven av fästningsverk och gravar och kommunikationen till lands ägde rum genom de tre fästningsportarna; Karlsporten eller Hållgårdsporten vid nuvarande Kungsgatan, Kungsporten som också kallades Söderport eller Gamle Port vid nuvarande Kungsportsbron och Drottningporten eller Nye port på nuvarande Drottningtorget.

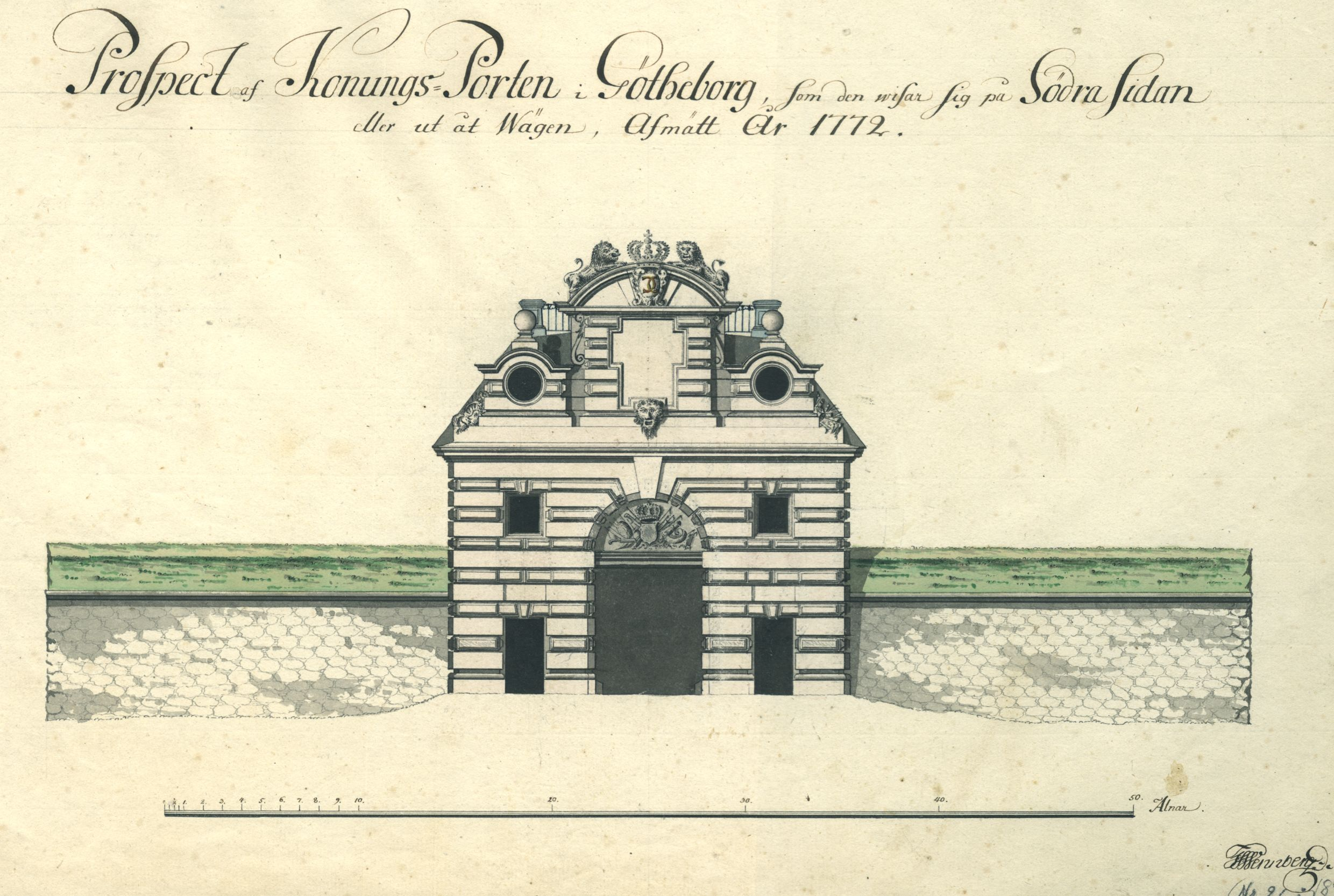
Kungsporten år 1772 vid nuvarande Kungsportsplatsen.
Drottningporten från vid nuvarande Drottningtorget sedd utifrån och in mot staden. Den fick aldrig detta utseende.

## Bommarna
Kommunikationen till sjöss var också reglerad med hjälp av två bommar; Stora Bommen vid Stora hamnkanalens utlopp i Göta älv vid Residenset och Lilla Bommen vid den idag igenfyllda Östra hamnkanalen, som hade sitt utlopp där gästhamnen Lilla Bommen ligger idag. 
Dessa bommar var stängda nattetid, och det står att läsa i den engelske ambassadören Whitelockes dagbok (1653) att inte ens på hans begäran öppnades bommen.
Slutligen var Göteborgs fästningsverk förenat med skansen Kronan genom en dubbel kommunikationslinje med grävda gravar på bägge sidor och med en så kallad kaponniär.
1690 godkändes befästningsverket av Karl XI och vid Dahlberghs död 1703 var befästningsverken i huvudsak färdig.
Den 19 oktober 1807 slöt landshövdingen J. F. Carpelan ett kontrakt mellan Kunglig maj:t och magistraten i Göteborg om undanröjande av fästningsverken, som av Gustav IV Adolf blivit skänkta till Göteborgs stad för att inom 10 år raseras och bebyggas, ett arbete som påbörjades den 2 november 1807. 
Delar av Carolus XI Rex, i dagligt tal Carolus Rex, samt Carolus Gustavus och Christina Regina finns kvar på Kungshöjd vid Rosenlund.

## Bastioner och raveliner

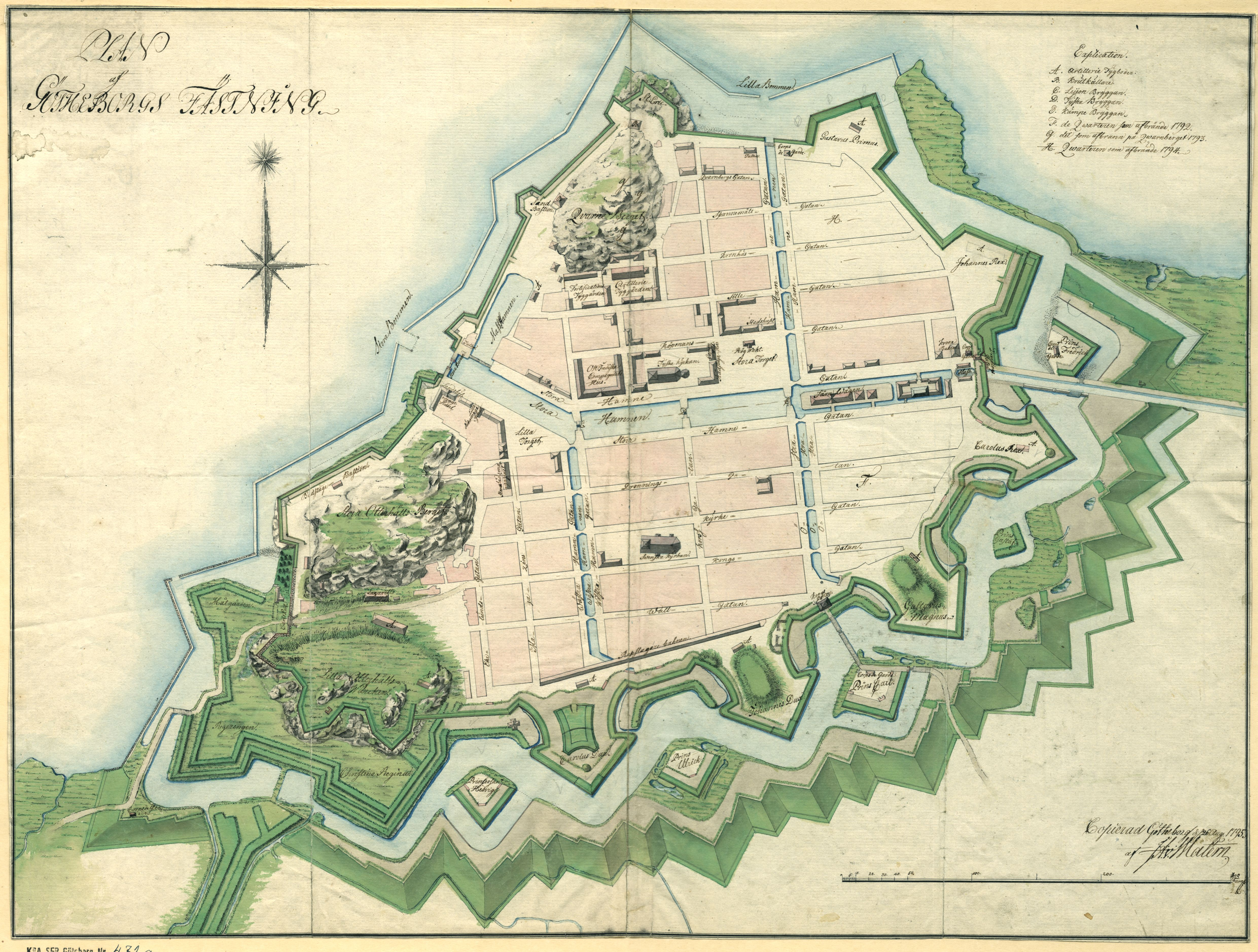
Göteborgs stadsfästning år 1795, 12 år innan beslut togs om rivning av fästningsverken. Källa: Krigsarkivet.

Här nedan följer en lista över de bastioner och raveliner som omgärdade Göteborg på 1690-talet och 1790-talet.

### Bastioner

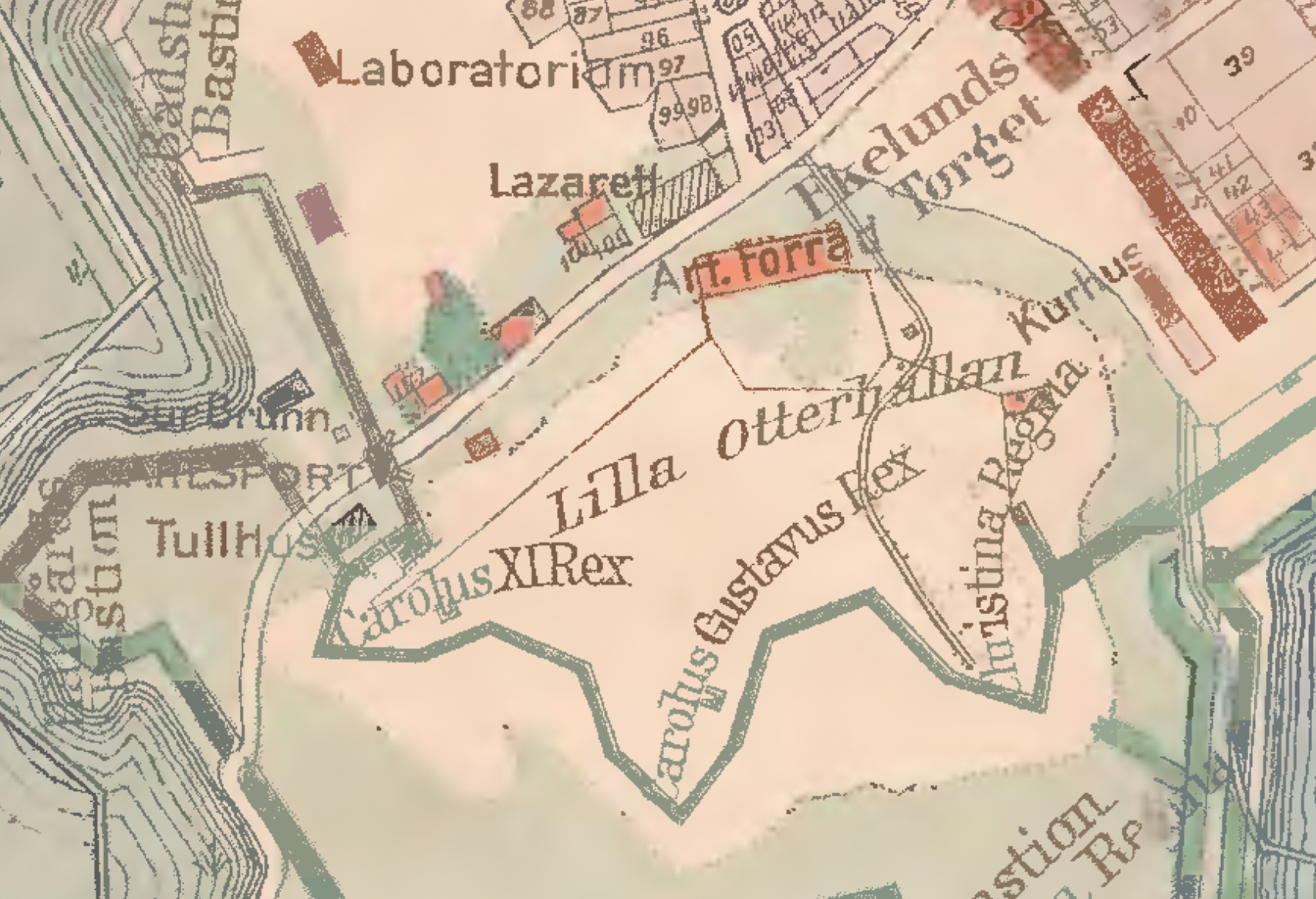
Otterhällsverken med sina tre bastioner (1790).

- Gustavus Primus (I), efter Gustav Vasa, vid nuvarande köpcentrumet Nordstans p-hus.
- Johannes Rex, efter Johan III, vid nuvarande äldre delen av Centralstationen.
- Carolus Nonus (IX) Rex, efter Karl IX, vid nuvarande Stora Nygatans norra del, mittemot Palmhuset.
- Gustavus Magnus, efter Gustav II Adolf, vid nuvarande Bastionsplatsen.
- Johannes Dux, efter Hertig Johan, vid nuvarande Kungstorget, mittemot Stora Teatern.
- Carolus Dux, efter Hertig Karl Filip, vid tidigare Sahlgrenska/Sociala huset, nuvarande Pedagogen - byggnadskomplex inom Göteborgs universitet.
- Christina Regina, efter Drottning Kristina, söder om Kungshöjdsgatan och Arsenalsgatan vid nuvarande Kungshöjd.
- Regeringen, sydväst om Arsenalsgatan vid nuvarande Kungshöjd.
- Hållgårdsbastionen, vid nuvarande Rosenlundsverket och Esperantoplatsen.
- Badstugubastionen, i nuvarande kvarteret Verkstaden vid Lilla Badhusgatan.[9]
- Sandbastionen vid Kvarnberget i Nordstaden, ungefär vid hörnet av Packhusplatsen och Smedjegatan.
- Sanctus Ericus (Sankt Erik/Erik den Helige), vid Kvarnberget i Nordstaden, ungefär i hörnet av Sankt Eriksgatan och Kvarnbergsgatan

#### Bastioner på Otterhällsverken
- Carolus Undecimus (XI) Rex, efter Karl XI, vid nuvarande Kungshöjd, Kungsgatans södra del.
- Carolus Gustavus Rex, efter Karl X Gustaf, på nuvarande Kungshöjd.
- Christina Regina, efter Drottning Kristina, på nuvarande Kungshöjd.

### Raveliner
- Prins Carl Gustaf, efter Karl XI:s son som levde 1686–1687, (vid SJ bangård)
- Prins Fredrik, efter Karl XI:s son som levde 1685–1685, (vid Drottningtorget)
- Prins Gustaf, efter Karl XI:s son som levde 1683–1685, (vid Trädgårdsföreningen)
- Prins Carl, efter Karl XII, (vid Stora Teatern)
- Prins Ulrich, efter Karl XI:s son som levde 1684–1685 (efter honom döptes även Ulriksdals slott), (vid Basarbron, Floras kulle)
- Prinsessan Hedwig, efter Hedvig Sofia, (vid Högre latinläroverket)
- Prinsessan Ulderica, efter Ulrika Eleonora, (vid Elverket, Hamnen)